# اورپک
اورپک (انگلیسی: Urpek) یک منطقهٔ مسکونی در قزاقستان است که در استان قوستانای واقع شده‌است.